# 빌리 엘리어트
빌리 엘리어트(영어: Billy Elliot 빌리 엘리엇[*])는 해외에서는 2000년, 대한민국에서는 2001년 2월에 개봉하였고 2017년 1월 18일에 재개봉한 영국의 드라마 영화이다. 
1984년부터 1985년까지 광부 파업 기간 동안 잉글랜드 북동부 더럼 주를 배경으로 한 이영화는 워킹셋 댄서들에 관한 이야기이다. 이 영화에는 제이미 벨이 11살 빌리로, 게리 루이스가 그의 아버지 재키 엘리엇으로, 제이미 드레이븐이 빌리의 형 토니 엘리엇으로, 줄리 윌터스가 발레 선생님으로 출연한다. 
이 영화는 2000년 칸 영화제에 초연되었으며, 2000년 9월 29일 유니버설 픽처스에 의해 극장 개봉이 시작되었다. 빌리 엘리어트는 500만 달러 예산으로 전 세계적으로 1억 930만 달러의 수익을 올리며 긍정적인 평과 상업적 성공을 거두었다. 제이미 벨은 남우주연상 최연소 수상자가 되었다. 이 영화는 또한 아카데미 감독상, 각본상, 여우조연상 등 3개 부문에 후보로 올랐다.
2001년, 이 영화는 멜빈 버지스에 의해 소설로 각색되었다.

## 줄거리
1984년, 영국 더럼 카운티에 있는 가상의 에버링턴 출신의 11세 소년 빌리 엘리엇은 춤을 좋아하고 전문 발레 댄서가 되려는 희망을 품고 있다. 빌리는 미망인 아버지 재키와 형 토니와 함께 살고 있으며 둘 다 파업중인 석탄 광부이다. (후자는 노조 대표임) 그의 외할머니는 그들과 함께 살고 있다. 그녀는 알츠하이머 병을 앓고 있으며 한때 전문 댄서가되기를 열망했다.
빌리의 아버지는 권투를 배우기 위해 그를 체육관으로 보냈지만 빌리는 스포츠를 싫어한다. 그는 평소 지하실 스튜디오가 파업 광부들의 급식소로 일시적으로 사용되는 동안 체육관을 사용하는 발레 수업을 보게된다. 재키에게 알려지지 않은 빌리는 발레 수업에 참여한다. 재키는 이것을 발견했을 때 빌리가 더 이상 발레 수업을 듣는 것을 금지한다. 그러나 춤에 대한 열정이 있는 그는 댄스 선생님인 산드라 윌킨슨의 도움으로 몰래 수업을 계속한다.
산드라는 빌리가 런던의 왕립 발레학교(Royal Ballet School)에서 공부할만큼 재능이 있다고 믿지만 토니가 경찰과 파업 광부 사이의 충돌로 체포되어 빌리는 오디션을 놓쳤다. 산드라는 재키에게 놓친 기회에 대해 이야기하지만 빌리가 동성애자로 간주 될까봐 두려워 재키와 토니는 그가 전문 발레 댄서가 될 것이라는 전망에 분노한다.
크리스마스에 빌리는 그의 가장 친한 친구인 마이클이 게이라는 사실을 알게 된다. 빌리는 그의 친구를 지원한다. 나중에 재키는 빌리와 마이클이 체육관에서 춤추는 것을 보고 그의 아들이 진정으로 재능이 있는 것을 보고 빌리가 꿈을 이루도록 돕기 위해 필요한 모든 것을 하기로 결심한다. 산드라는 재키에게 오디션 비용을 지불하도록 설득하려고 하지만 빌리는 그의 아들이며 자선 단체가 필요하지 않다고 대답한다. 재키는 런던 여행 비용을 지불하기 위해 피켓 라인을 건너려고 시도하지만 토니는 그를 막는다. 대신 그의 동료 광부들과 동네 사람들이 돈을 모으고 재키는 비용을 충당하기 위해 빌리의 어머니의 보석을 전당포하고 재키는 오디션을 위해 그를 런던으로 데려간다.
매우 긴장했지만 빌리는 잘 수행한다. 그는 오디션에서 좌절감에 다른 소년을 때리고 자신의 기회를 망칠 까봐 두려워한다. 심사위원들의 질책을 받고 춤을 추면 어떤 기분이냐는 질문에 말을 잇지 못한다. 그는 그것이 "전기와 같다"고 말한다. 거부당한 듯 빌리는 아버지와 함께 집으로 돌아간다. 얼마 후 왕립 발레학교는 광부 파업이 끝나는 시점에 그에게 입학 허가서를 보내고 빌리는 런던에서 공부하기 위해 집을 떠난다.
1998년, 25세의 빌리는 매튜 본의 스완레이크에서 재키, 토니, 마이클이 관중석에서 지켜보는 가운데 백조 역으로 공연한다. 빌리가 무대에 오르자 그의 아버지는 감정에 휩싸이고 다른 댄서들은 날개에서 지켜본다.

## 출연
- 제이미 벨 - 빌리 엘리엇
- 줄리 월터스 - 샌드라 윌킨슨
- 게리 루이스 - 재키 엘리엇
- 제이미 드레이븐 - 토니 엘리엇
- 진 헤이우드 - 할머니

## KBS 성우진 (2004년 1월 4일)
- 소연 - 빌리(제이미 벨)
- 임수아 - 윌킨슨 선생(줄리 월터스)
- 이봉준 - 아버지(게리 루이스)
- 이원준 - 토니(제이미 드레이븐)
- 이선영 - 할머니(진 헤이우드)
- 정옥주 - 마이클(스튜어트 웰즈)
- 구민선 - 데비(니콜라 블랙웰)
- 송두석
- 송연희
- 장승길
- 문관일
- 전인배
- 임진응
- 안용욱